# Riu Aran (Índia)
El riu Aran és un riu de l'Índia a Maharashtra, regió de Vidarbha, que neix al districte d'Akola i passa pel de Washim (abans Basim) i el de Yeotmal en un curs de 160 km. Després de rebre el riu Arna (riu de 103 km) formen junts el riu Penganga que és afluent del Chinta. La vall del riu té una amplada entre 9 i 22 km d'ample (l'Arna només entre 13 i 19).
Als mapes de 2020 amb les denominacions actuals, el riu rep el nom d'Adan, com a resultant de la unió de diversos rierols de la conca receptora d'Akola que omplen la presa de Sonala al curs alt. El riu omple la presa de Pimpri-Ramnagar a mig curs; té com a afluents importants el Goki i l'Arunavati. Desemboca en el riu Penganga a les coordenades geogràfiques (19°54'07.2"N 78°12'27.7"E).

## Referència
Imperial Gazeeeteer of India, 1885, p. 306